# Veghel-Centrum
Veghel-Centrum is een wijk in de Noord-Brabantse plaats Veghel. In de wijk liggen onder andere de buurten Centrum, Koolenkampen, Schilderswijk, Vijverwijk, Kloosterkwartier en Zeven Eiken/De Bolken.

## Ligging
Veghel-Centrum grenst in het noorden aan de Middegaal, het Prins Willem Alexander Sportpark en aan de Aa-broeken en Geerbosch; de spoorlijn van het voormalig Duits Lijntje vormt hiertussen de grens. In het noordoosten grenst het aan woonwijk Het Ven en in het oosten aan woonwijk De Bunders. In het zuidoosten grenst het aan de autoboulevard Heuvelplein en in het zuiden aan de wijk Veghel-Zuid; de voormalige rijksweg N265 vormt hiertussen de grens. In het westen grenst het aan de wijk Veghel-West (de buurten Hoogeind en Oranjewijk) en wordt de natuurlijke grens gevormd door rivier de Aa.

## Winkelcentrum
De bestedingen in het winkelcentrum zijn – vergeleken binnen de stedelijke regio Uden-Veghel – redelijk lokaal van aard; meer dan de helft van de bestedingen in de detailhandel wordt gedaan door inwoners van Erp en Veghel (63%), en ruim een derde door mensen van buiten de gemeente (37%). Dit betreft voornamelijk publiek uit de gemeenten in de directe omgevingen, waaronder Bernheze (10 procent), Uden (7 procent), Gemert-Bakel (2 procent), Sint-Oedenrode (2 procent) en Boekel (2 procent). Daarmee kan Veghel op het gebied van winkelen beschouwd worden als kleiner regionaal centrum. Met name Eindhoven heeft in de regio ten zuiden van Veghel een sterke aantrekkingskracht op de consument. Toch heeft Veghel qua plaatsen met een vergelijkbare omvang een zeer uitgebreid winkelaanbod: “...feit is dat Veghel een zeer ruim detailhandelsaanbod heeft, ruimschoots boven het landelijke gemiddelde. Vooral uitzendbureaus, zakelijke dienstverlening en kleding- en schoenenzaken zijn zeer goed vertegenwoordigd.” In tegenstelling tot naburige winkelcentra kent Veghel een groot aantal kleine ondernemers. Qua karakter zou het Veghelse centrum vergeleken kunnen worden met dat van Boxtel. Kenmerkend voor het Veghelse centrum zijn echter vooral de supermarkten die aan alle zijden rond het winkelgebied liggen met ruime parkeerterreinen en die een aantrekkelijke combinatie bieden van winkelen en boodschappen doen op korte afstand.
De laatste jaren is er sprake van een flinke groei van het aantal horecavoorzieningen. Ondanks deze groei ligt het horeca-aanbod nog steeds iets onder het provinciale en landelijke gemiddelde. Concentraties van horeca zijn met name te vinden aan de Markt, de Molenstraat en rond de Oude Haven. Het zuidelijke deel van het centrum huisvest het Theater de Blauwe Kei, dat tevens als cultureel centrum dienstdoet. Theater de Blauwe Kei kent de afgelopen jaren groeiende aantallen bezoekers die vooral uit de regio Veghel/Erp – Sint-Oedenrode – Son en Breugel en Heeswijk-Dinther komen.
In het nieuwe Masterplan voor het Veghelse Centrum is gekozen voor het ontwikkelen van een haltermodel, met elkaar versterkende centra. Daarbij zal het oude centrumgebied rond de Hoofdstraat verbonden worden met het Havengebied. Aldaar, op de plaats waar ooit de grootste mengvoederfabriek van Europa stond, vindt sinds april 2013 onder de naam CHV Noordkade een nieuwe ontwikkeling plaats, waarbij organisaties en bedrijven op het gebied van kunst&cultuur, food & commercie en horeca & vrijetijd elkaar versterken. De nieuwbouw van Theater de Blauwe Kei op CHV Noordkade is gepland voor 1 januari 2017.